# 小胞体ストレス
小胞体ストレス（しょうほうたいストレス、英: endoplasmic reticulum stress）は、細胞の小胞体（ER）内に未折りたたみまたは異常構造を持つタンパク質が蓄積し、タンパク質の品質管理機構に過剰な負担をかける細胞内のストレス状態である。このようなストレスに対して細胞が活性化する応答を、異常タンパク質応答（英: unfolded protein response、UPR）または小胞体ストレス応答（英: endoplasmic reticulum stress response）と呼ぶ。UPRは、細胞内で小胞体の機能回復を試みる主要な適応応答機構である。この応答は、哺乳類に限らず、酵母や線虫などのさまざまな生物種においても進化的に保存されていることが知られている。
UPRは、小胞体の腔内に立体構造が未形成または異常構造を持つタンパク質が蓄積した際に活性化される。この状況下で、UPRは主に3つの目的を持つ。まず、タンパク質の翻訳を一時停止し、異常タンパク質を分解し、タンパク質の立体構造形成に関与する分子シャペロンの産生を促進するシグナル伝達経路を活性化することで、細胞の正常機能の回復を図る。これらの目的が一定時間内に達成されない場合、あるいは障害が長期にわたる場合には、UPRはアポトーシス（細胞死）を誘導する。
UPRの持続的な過剰活性化は、プリオン病やその他の神経変性疾患に関与していることが示唆されており、UPRの抑制はこれらの疾患に対する治療手段となる可能性がある。UPR抑制による治療が期待される疾患には、クロイツフェルト・ヤコブ病、アルツハイマー病、パーキンソン病、およびハンチントン病などが含まれるが、治療の有効性については研究段階である。

## 小胞体におけるタンパク質フォールディング

### タンパク質合成
タンパク質フォールディングは、リボソームによって合成されたポリペプチド鎖が、機能的な三次元構造へと折り畳まれてゆく過程である。細胞外へ分泌あるいは他の細胞小器官へ輸送されるタンパク質は、シグナル認識粒子（SRP）と相互作用するN末端シグナル配列を持っている。SRPは、リボソーム、リボ核酸（RNA）、ポリペプチドからなる複合体全体を小胞体膜へ誘導する。シグナル配列にSRPが結合すると、タンパク質の翻訳は継続されながら、合成されるポリペプチド鎖はポリペプチドトランスポーターを介して小胞体内腔へ直接輸送される。ポリペプチドが小胞体内腔の環境に入ると同時にフォールディングが開始され、残りのポリペプチドの翻訳が継続する間も進行する。

### タンパク質フォールディングと品質管理
タンパク質フォールディングには、反応を成立させるために必要なさまざまな基質に加え、反応を協調・調節するさまざまな酵素や分子シャペロンが関与する。このうち特に重要なものは、N-結合型グリコシル化とジスルフィド結合の形成である。N-結合型グリコシル化は、タンパク質配列がトランスロコンを介して小胞体内に移行するとすぐに起こり、糖鎖が付加される。この糖鎖は、レクチン分子であるカルレティキュリン（CRT：小胞体腔内に溶解）およびカルネキシン（CNX：膜結合型）の主要なリガンドとなる。小胞体内の強い酸化環境下では、プロテインジスルフィドイソメラーゼ（PDI）がジスルフィド結合の形成を促進し、極端なpHや分解酵素などの不利な条件下でもタンパク質が耐えられるように構造的安定性を与える。
小胞体は、本来の機能を損なうことなく、誤ってフォールディングされたタンパク質を認識することができる。前述の糖鎖は、細胞がフォールディングの進行を監視する手がかりとなる。異常構造を持ったタンパク質は、特徴的にグルコース残基を欠いているため、酵素UGGTによって認識され、再グリコシル化の対象となる。この過程を経てもタンパク質の正常な立体構造が回復しない場合、異常タンパク質の露出した疎水性残基に、BiP/Grp78（Hsp70ファミリーに属する分子シャペロン）が結合し、当該タンパク質の小胞体外への輸送や細胞外への分泌が阻止される。
特定のタンパク質が誤ったフォールディングを継続的に起こす場合、それらが凝集して蓄積する可能性があるため、小胞体の正常機能に対する脅威と認識される。このようなタンパク質は、小胞体関連分解（ERAD）に導かれ、除去される。シャペロンであるEDEMは、PDIおよびBiP/Grp78と一時的な複合体を形成して、異常タンパク質を細胞質へ逆行輸送する。細胞質では、このタンパク質は複数のユビキチン分子で標識され、ユビキチン-プロテアソーム経路に入り、プロテアソームによって分解される。

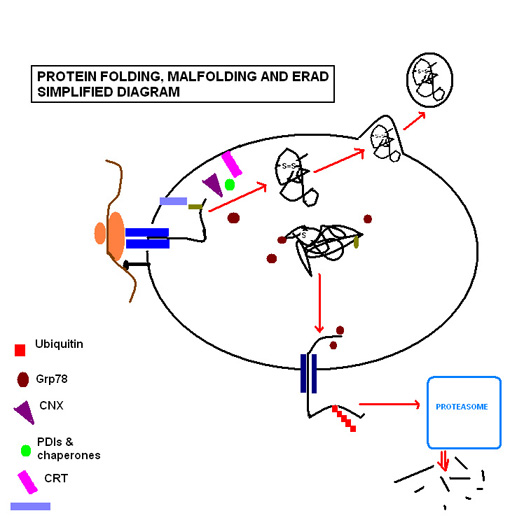
タンパク質フォールディング過程の模式図。リボソームで翻訳されたポリペプチドは小胞体 (ER)へ直接移行し、グリコシル化を受け、修飾段階を経て目的の構造へと到達する。その後、ERからゴルジ体へ輸送され、最終的な修飾を受ける。品質管理を繰り返し失敗した異常タンパク質は、Grp78などのシャペロンによりERから逆行輸送され、小胞体関連分解系 (ERAD) システムの一部としてユビキチン-プロテアソーム経路で分解される。

正常なタンパク質フォールディングには、分子シャペロンの機能に必要な代謝エネルギーを供給するグルコース、常在性分子シャペロンに結合して貯蔵されるカルシウム、およびジスルフィド結合の形成に必要な酸化環境を維持する酸化還元緩衝系など、厳密に制御された基質環境が必要である。
ヒト白血球抗原であるHLA-B27は特定の条件下でフォールディング異常を引き起こし、小胞体ストレスやオートファジー応答を誘発することが知られている。このため、免疫応答に重要なシグナル伝達タンパク質（IL-10およびTNF）の発現バランスを乱す可能性がある。少なくとも一部の疾患は、HLA-B27の正常なフォールディングに関与していると考えられている。
しかし、状況によってタンパク質フォールディングの障害がより広範囲に及び、小胞体（ER）の修復機構で対処しきれない場合、細胞はUPRを活性化して対応する。

## 分子メカニズム

### 開始
分子シャペロンBiP/Grp78は、小胞体（ER）内でさまざまな役割を担っている。その一つは、UPRの下流シグナル伝達の開始に関与する膜貫通型受容体タンパク質の腔内ドメインに結合し、それらを不活性な状態に保つことである。しかし、異常タンパク質の蓄積が増加したり、タンパク質（例：IgG）の発現量が増加した場合には、そのタンパク質の露出した疎水性領域に結合するBiP/Grp78の需要が高まる。その結果、要求を満たすため、BiP/Grp78は受容体部位から解離する。未フォールディングタンパク質が受容体部位に結合することで受容体は活性化される。たとえば、PERK（EIF2AK3）は、平常時にはBiP/Grp78と二量体を形成するが、小胞体ストレス下にある細胞ではオリゴマー化し活性化される。
このモデルは伝統的に広く受け入れられてきたが、その正当性に疑問も提起されている。すなわち、BiPの解離は Ire1（ERN1） の活性化と単に相関しているだけであり、それが直接的な原因であることを示しているわけではないという主張である。これに対して別のモデルも提案されており、そこでは未成熟タンパク質が、Ire1のER内腔ドメインに直接相互作用することで、Ire1のオリゴマー化およびトランス自己リン酸化が引き起こされると仮定する。ただし、これらのモデルは互いに排他的ではなく、未成熟タンパク質とIre1との直接的な相互作用と、BiPのIre1からの解離の両方が、Ire1経路の活性化に寄与している可能性もある。

### 機能
UPR活性化の初期段階には、2つの主要な役割がある。

#### PERK受容体による翻訳抑制と細胞周期停止
この反応は、UPRが活性化された数分から数時間以内に起こり、ERでの翻訳負荷の拡大を防ぐ。PERK（PKR様小胞体キナーゼ）は、遊離した腔内ドメインのオリゴマー化および自己リン酸化を介して自己活性化される。活性化されたPERKの細胞質側ドメインは、mRNA翻訳開始因子eIF2のαサブユニットを直接リン酸化し、翻訳全体を抑制する。この作用は、細胞周期を進行させる機構に関わるタンパク質の翻訳も抑制し、G1期での細胞周期停止をもたらす。PERKが欠損すると、小胞体ストレス応答が低下し、細胞のストレス適応能力が減少する可能性がある。

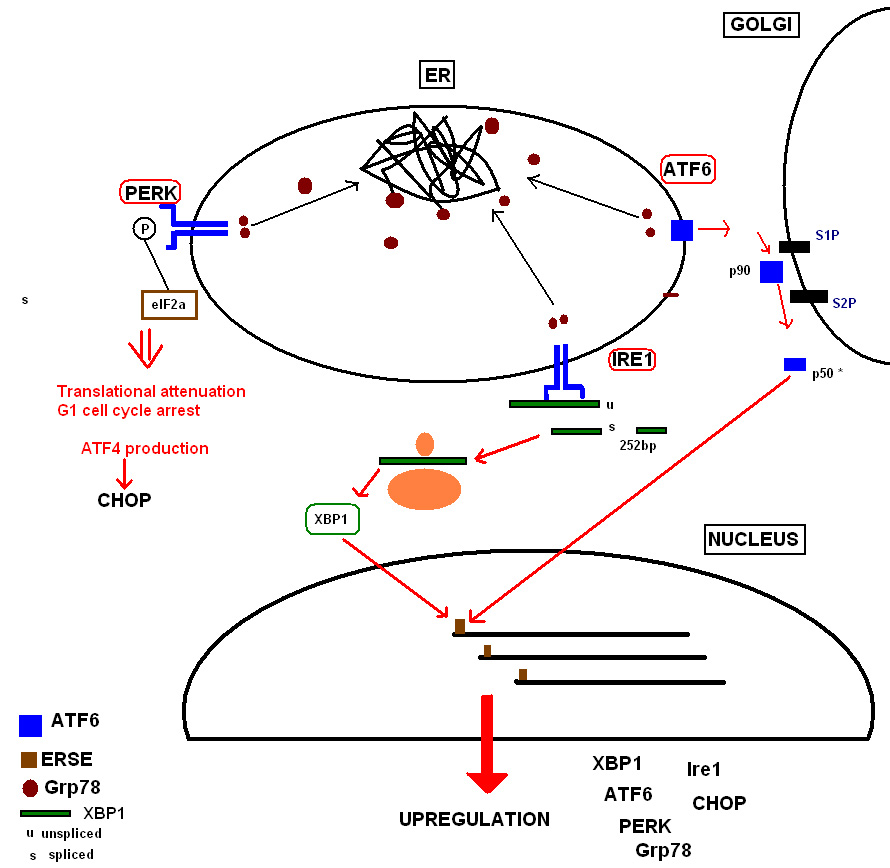
UPR開始の簡略図。長期かつ過剰な異常タンパク質の蓄積はUPRを開始する。異常タンパク質にシャペロンBiP/Grp78が結合すると、BiP/Grp78はPERK、IRE1、およびATF6などの膜貫通型受容体タンパク質から解離し、これらの受容体はホモ二量体化およびオリゴマー化されて活性状態となる。PERKでは、活性化された細胞質ドメインがeIF2αをリン酸化し、翻訳を阻害して細胞周期を停止させる。IRE1は、細胞質ドメインがXBP1から26bpのイントロンを切断することで、XBP1転写因子を形成する。活性化されたATF6は、ゴルジ体へ移行した後、プロテアーゼによって切断されて活性型50kDaの ATF6 (p50) を形成する。ATF6 (p50)とXBP1は、核内でERSE領域に結合し、異常タンパク質応答（UPR）関連タンパク質の発現を促進する。

#### UPR機能に関与するタンパク質の産生増加
UPRの活性化は、分子シャペロン、タンパク質フォールディング関連、およびERADに関与するタンパク質の発現を上昇させ、特にGrp78の産生を促進する。これによって、異常タンパク質の負荷に対応する細胞の分子機構が強化される。主要な受容体タンパク質には次のようなものがある。
- IRE1（inositol-requiring enzyme 1、ERN1）[19]

　遊離した腔内ドメインがホモ二量体化し、トランス自己リン酸化によって自己活性化する。活性化されたドメインは、転写因子であるXBP1（Xbox結合タンパク質）のmRNAから26bpのイントロンを切除する。切除後のmRNAから形成された成熟した転写因子XBP1は、核内の小胞体ストレス応答エレメント（ERSE）のプロモーターに直接結合して、UPR関連遺伝子の発現を促進する。
- ATF6（activating transcription factor 6）

　塩基性ロイシンジッパー転写因子である。Grp78が解離した後、90kDaのATF6タンパク質全体がゴルジ体へ移行し、プロテアーゼによって切断されて50kDaの活性型転写因子 ATF6 (p50) が形成され、核に移行する。この転写因子も、UPR関連遺伝子のプロモーターに結合して発現を誘導する。
これらの応答の目的は、異常タンパク質の蓄積に伴う負荷を除去しつつ、さらなるストレス増加を抑制して、小胞体の正常な機能を速やかに回復することである。
UPR経路が、たとえば肥満に伴う慢性的な小胞体ストレスによって異常に活性化された状態が続くと、インスリンシグナルに対する感受性が低下し、インスリン抵抗性を引き起こす可能性がある。肥満の場合、細胞の分泌系と合成系に過大な負荷がかかっており、小胞体の恒常性が乱れることで、細胞ストレスシグナルおよび炎症経路が活性化される。
その結果、インスリン受容体基質IRS-1に対する、インスリン刺激によるチロシン残基のリン酸化が著しく低下する。他方、小胞体ストレス下で活性化されたIRE-1αによって、C-Jun N末端キナーゼ（JNK）も強力に活性化される。活性化されたJNKは、IRS-1のセリン残基をリン酸化し、インスリンシグナル伝達を阻害する。また、IRE-1αは、腫瘍壊死因子受容体関連因子2（TRAF2）を動員する。IRE-1αおよびJNKを介したキナーゼカスケードにより、小胞体ストレスによるインスリン作用の抑制が媒介される。
肥満による慢性的な小胞体ストレスはUPRを持続的に刺激し、インスリンホルモンシグナルに対する正常な細胞応答への回復を妨げ、2型糖尿病を発症するリスクを高める可能性がある。
骨格筋は生理的ストレスに敏感であり、運動によって小胞体の恒常性が損なわれることがある。これは、運動誘発性の小胞体ストレスに対するUPRが誘導され、ERシャペロン遺伝子の発現が上昇することを意味する。骨格筋での運動誘発性の小胞体ストレスは、カルシウムが筋小胞体（SR）から放出され、カルシニューリンおよびカルシウム/カルモジュリン依存性キナーゼと相互作用し、筋肉における特異的な転写因子の活性化を引き起こすことによって調節される。その結果、運動に呼応して調節される筋遺伝子の発現が変化する。転写コアクチベーターであるPGC-1αは、ATF6αを共活性化して骨格筋における組織特異的なUPRを仲介する重要な転写因子であり、急性および長期の運動トレーニング後に筋肉で発現が誘導される。この転写因子は、ミトコンドリア数と機能を増強し、筋線維を疲労に強い遅筋線維へ転換させることで、持久力トレーニングによって耐疲労性の高い、将来的なストレスにも強い筋肉を作る役割を果たす。

### アポトーシス誘導
長期にわたるストレス条件の下では、UPRの目標は細胞の生存を促進することから、細胞をアポトーシス（細胞死）の経路へと導くことに変化する。3つすべてのUPR受容体経路で、下流にあるタンパク質がアポトーシス促進作用を持つことが確認されている。長期的な小胞体ストレスの下では、UPRの目標は細胞の生存促進から、アポトーシスを誘導する方向に変わる。特にIRE1およびPERK経路がカスパーゼを活性化することで、アポトーシスが誘導される。このアポトーシスへの転換は一定のストレス期間後に起こると考えられている。関与する主要なUPR受容体はIre1とPERKの2つである。
Ire1 は、タンパク質TRAF2と結合することでJNKシグナル経路を活性化し、その過程でヒトプロカスパーゼ4が下流のカスパーゼを活性化してアポトーシスを引き起こすと考えられている。
一方、PERKが翻訳の抑制を引き起こすことが知られているが、特定の遺伝子はこれを回避することができる。代表的な例として、アポトーシス促進性タンパク質CHOPがある。これは、bZIP転写因子ATF4（activating transcription factor 4）の下流で発現が上昇し、小胞体ストレスに特異的に応答する。CHOPは、抗アポトーシス性ミトコンドリアタンパク質Bcl-2の発現を低下させ、ミトコンドリア損傷、シトクロムcの放出、カスパーゼ3の活性化を誘導するタンパク質による、ミトコンドリアを介したアポトーシスを促進する。

### 疾患
UPR抑制による治療が期待される疾患には、クロイツフェルト・ヤコブ病、アルツハイマー病、パーキンソン病、およびハンチントン病などが含まれるが、治療の有効性については研究段階である。
小胞体ストレスは、非アルコール性脂肪性肝疾患（NAFLD）の発症および進行において重要な役割を果たしていることが報告されている。高脂肪食を与えたラットでは、小胞体ストレスマーカーであるCHOP、XBP1、およびGRP78の発現増加が認められた。小胞体ストレスは、肝臓における脂質新生を活性化し、VLDLの分泌を阻害し、インスリン抵抗性および炎症反応を促進し、細胞アポトーシスを促進することが知られている。その結果、脂肪の蓄積が増加し、NAFLDはより深刻な肝障害へと進行する。ショウガ（Zingiber officinale）抽出物およびω-3脂肪酸は、非アルコール性脂肪性肝疾患ラットモデルにおいて、小胞体ストレスを軽減する効果があると報告されている。
前述のように、UPRは疾患状態における代償機構としても活性化されることがある。たとえば、ホスホランバン（PLN）タンパク質をコードする遺伝子の変異に起因する家族性拡張型心筋症では、UPR亢進が確認されている。さらにこのUPR活性化は、PLN変異型拡張型心筋症のヒト人工多能性幹細胞モデルにおいて、治療効果が示されている。

## 化学的誘導因子
- ブレフェルジンA（英語版）は、異常タンパク質応答（UPR）または小胞体ストレス応答の非常に一般的な誘導因子である。
- タプシガルギンは、筋小胞体/小胞体Ca2+-ATPアーゼ（SERCA）を阻害することで、小胞体内のCa2+を枯渇させる[33]。
- A23187（英語版）は、小胞体ストレス関連タンパク質の発現を亢進する[33]。
- 2-デオキシ-D-グルコース[33]
- ジチオトレイトールは、タンパク質のジスルフィド結合を還元する。変性したタンパク質は小胞体内に蓄積する[33]。
- フェンレチニド（英語版）およびボルテゾミブ（ベルケイド）は、それぞれ異なる細胞内機構を介して作用し、小胞体ストレスを誘導して、メラノーマ細胞にアポトーシスを引き起こす。
- ツニカマイシンは、N-結合型グリコシル化（N型糖鎖付加）を阻害する。
- ErSO（英語版）は異常タンパク質応答（UPR）を活性化し、抗がん作用を示す[34]。

## 生物学的誘導因子
- デングウイルスは、感染細胞内でのウイルス複製を促進するウイルス誘導性応答の一環として、PERK依存性の小胞体ストレスを誘導する[35]。
- インフルエンザウイルスは、感染細胞における複製およびアポトーシスの誘導に、分子量57kD小胞体タンパク質（ERp57）を必要とする[36]。